# Calw
Calw je grad u njemačkoj saveznoj pokrajini Baden-Württemberg. Nalazi se 18 km južno od Pforzheima i 33 km zapadno od Stuttgarta. Prostire se uz rijeku Nagold u sjevernom Schwarzwaldu. 
U gradu je rođen poznati pisac Hermann Hesse. Dragutin Šurbek je igrao nekoliko godina za stolnotenisački klub grada Calwa. 